# Sébastien Érard
Sébastien Érard, född 1752 i Strasbourg, död 1831 i Passy, var en fransk instrumentmakare.
Érard konstruerade som yngling en clavecin mécanique, införde 1777 pianot (klaveret med hammarmekanik) i Frankrike och öppnade 1785 jämte sin broder, Jean Baptiste Érard (död 1826), i Paris en inom kort berömd pianofabrik.
Efter en vistelse i London tillgodogjorde han sig den engelska konstruktionen av pianot och utökade det 1823 med den epokgörande "repetitionsmekaniken".
Dessutom uppfann han 1811 dubbelpedalharpan, som hade en ofantlig framgång, och en orgue expressif, som i Frankrike blev mycket omtyckt.
Den storartade affären fortsattes efter honom av hans brorson Pierre Érard (död 1855), och därefter av dennes änkas brorson P. Schaffer (död 1878).